# Rozsdástorkú guvatfürj
A rozsdástorkú guvatfürj (Turnix sylvaticus) a madarak osztályának lilealakúak (Charadriiformes) rendjébe, ezen belül a guvatfürjfélék (Turnicidae) családjába tartozó faj.

## Rendszerezése
A fajt Rene Louiche Desfontaines francia ornitológus és botanikus írta le 1789-ben, a Tetrao nembe Tetrao sylvaticus néven. Régebben használták a Turnix sylvatica nevet is.

## Alfajai
- Turnix sylvaticus sylvaticus (Desfontaines, 1789) - az Ibériai-félsziget déli része és Marokkó
- Turnix sylvaticus lepurana (A. Smith, 1836) - Afrika a Szaharától délre
- Turnix sylvaticus dussumier (Temminck, 1828) Irán keleti része és onnan keletre egészen Mianmarig
- Turnix sylvaticus davidi (Delacour & Jabouille, 1930) - Thaiföld középső része, az Indokínai-félsziget, Kína déli része és Tajvan
- Turnix sylvaticus bartelsorum (Neumann, 1929) - Jáva és Bali
- Turnix sylvaticus whiteheadi (Ogilvie-Grant, 1897) - Luzon
- Turnix sylvaticus celestinoi (McGregor, 1907) - Bohol és Mindanao
- Turnix sylvaticus nigrorum (duPont, 1976) - Negros
- Turnix sylvaticus suluensis (Mearns, 1905) - a Sulu-szigetek [2]

## Előfordulása
Spanyolország déli részén, Afrika egyes területein, Ázsia délkeleti részén, Pakisztántól, Indián keresztül a Fülöp-szigetekig honos. Természetes élőhelyei a szubtrópusi és trópusi füves puszták és cserjések, valamint szántóföldek.

## Megjelenése
Testhossza 16 centiméter, szárnyfesztávolsága 25-30 centiméter, testtömege 60-70 gramm. Világosbarna, foltos tollruhája kiváló rejtőszínt biztosít környezetében. A tojó nagyobb és színesebb, mint a hím.

## Életmódja
A talajon keresgéli táplálékát.

## Szaporodása
A tojó csalogatja és udvarol a hímnek. A nász után a talajra rakja fűszálakkal bélelt fészkét. A fészekaljon a hím kotlik és ő is neveli fel a fiókákat.
|  |

## Természetvédelmi helyzete
Az elterjedési területe rendkívül nagy, egyedszáma ugyan csökken, de még nem éri el kritikus szintet. A Természetvédelmi Világszövetség Vörös listáján nem fenyegetett fajként szerepel.
A dél-európai és északnyugat-afrikai alfaj Turnix sylvaticus sylvaticus azonban a fokozódó mezőgazdasági termelés miatt katasztrofális élőhelyveszteségeket szenvedett és a kihalás közvetlen közelébe került. A 20. század során elterjedési területe jelentős részéről eltűnt, jelenleg csak Marokkó területén fordul elő, miután Spanyolország 2018-ban hivatalosan is bejelentette, hogy az ország területéről kihalt a faj. 
Ez egyben azt is jelenti, hogy ez az első faj amelyik eltűnt a kontinensről az óriásalka 1852-es kihalása óta.
A Sulu-szigeteken élő Turnix sylvaticus suluensis alfaja nagy valószínűség szerint szintén kihalt.